# Rudin
Rudin (russisk: Рудин) er en sovjetisk spillefilm fra 1977 af Konstantin Voinov.

## Medvirkende
- Oleg Jefremov som Rudin Dmitrij
- Armen Dzhigarkhanyan som Lezjnev Mikhajlo
- Svetlana Pereladova som Natalja Lasunskaja
- Lidija Smirnova som Lasunskaja Darja
- Rolan Bykov som Pigasov Afrikan